# Club Me
Club Me är det amerikanska punkrockbandet The Offsprings andra officiella EP, släppt den 1 januari 1997; EP:n lanserades dock inte av något av skivbolagen Epitaph Records eller Columbia Records. Club Me fanns till en början enbart tillgänglig för bandets fanklubb, men har sedan dess varit möjlig att köpa från bandets webbutik. EP:n består av två coverversioner ("I Got a Right" av Iggy and the Stooges och "Smash It Up" av The Damned) samt "D.U.I.", en av få låtar med The Offspring där låttexten är skriven av Noodles.

## Musik och låttext
"I Got a Right" är en coverversion av låten med samma namn av Iggy and the Stooges. Titeln på "D.U.I." står för "driving under the influence", vilket är den amerikanska motsvarigheten till rattfylleri. "D.U.I." är även en av få låtar med The Offspring där låttexten är skriven av Noodles. "Smash It Up" är en coverversion av låten med samma namn av The Damned och hade 1995 släppts både som en singel och på soundtracket till Batman Forever.

## Lansering och förpackning
Club Me lanserades den 1 januari 1997 och var från början endast tillgänglig för de som var med i The Offsprings fanklubb; EP:n lanserades dock inte av något av skivbolagen Epitaph Records eller Columbia Records. Club Me har sedan dess varit möjlig att köpa från bandets webbutik. Bilden på själva CD:n är en bild som senare kom att användas på baksidan av fodralet till Ixnay on the Hombre. Club Me är en av få lanseringar av bandet där de kallar sig för enbart Offspring.
Dexter Holland kände sig illa till mods över att bandets beundrare hade fått vänta länge på nya låtar från The Offspring och därför spelade de in Club Me i ett försök att kompensera för detta.

## Låtlista
| Nr           | Titel         | Kompositör              | Längd |
| ------------ | ------------- | ----------------------- | ----- |
| 1.           | I Got a Right | Iggy Pop                | 2:16  |
| 2.           | D.U.I.        | Noodles, Dexter Holland | 2:26  |
| 3.           | Smash It Up   | The Damned              | 3:25  |
| Total längd: | Total längd:  | Total längd:            | 8:11  |

## Medverkande
- Dexter Holland – sång och kompgitarr
- Noodles – sologitarr
- Greg K. – elbas
- Ron Welty – trummor

### Övriga medverkande
- The Offspring – producent